# Moulin à eau Patton de Montmagny
Pour les articles homonymes, voir moulin à eau (homonymie).

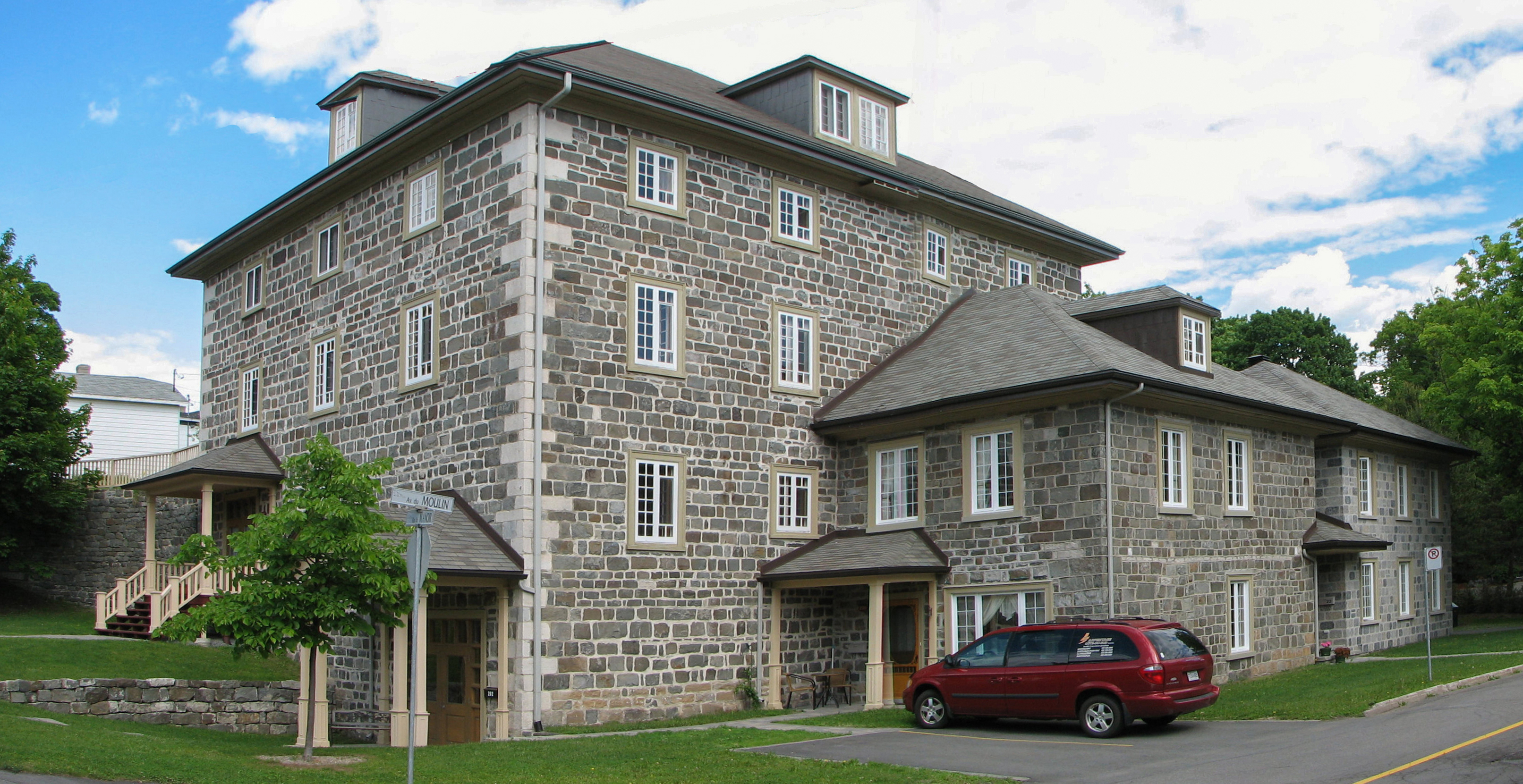
Moulin Patton à Montmagny en 2009.

Le Moulin à eau Patton de Montmagny est l'un des derniers moulins à eau du Québec au Canada.

## Identification
- Nom du bâtiment : Moulin à eau Patton
- Adresse civique :
- Municipalité : Montmagny
- Propriété :

## Construction
- Date de construction : 1850
- Nom du constructeur :
- Nom du propriétaire initial : William Randall Patton, seigneur

## Chronologie
- Évolution du bâtiment :
  - 1883, le moulin est acquis par Jean-Baptiste Proteau. Le moulin comprend une carderie
  - 1888, le moulin passe aux mains de Kate Forest et d'Eugène-Prosper Bender. Il sera acquis plus tard par J.A.Bruneau
  - 1921, le moulin est acquis par le meunier de Saint-Aubert Joseph Francoeur
  - 1945, L'ancien meunier de Saint-Henri Roland Longchamps prend possession du moulin. En lui ajoutant de l'électricité le moulin devient une une fabrique de moulée pour les animaux.
  - 1991 : La bâtisse est abandonnée. On disait qu'il pouvait devenir le centre administratif de la MRC de Montmagny[1].
  - 1996 : Changement de zonage afin de lui retirer sa valeur patrimoniale[2].
- Autres occupants ou propriétaires marquants :
  - Avant 2000 : Gilles et Jacques Longchamps
  - 2000 : Corporation de développement communautaire de Montmagny-L'Islet[3]
- Transformations majeures :
  - 2000 : Projet de revitalisation du moulin Patton de Montmagny réalisé au coût de 750 000$. Il sera transformé en maison communautaire et centre d’éducation et d’animation populaire, pour un programme de thérapie de réadaptation, pour une école d’arts et pour les bureaux d’un incubateur d’entreprises[4].
  - 2003 : Le moulin Patton est appelé «Centre de diffusion du Moulin Patton». Le photographe Serge Lafond, de Saint-Vallier, et la peintre Viviane Bazinet y présentent une exposition.
  - 2005 : Réaménagement en unités de condos[5]

## Mise en valeur
- Constat de mise en valeur :
- Site d'origine : Oui
- Constat sommaire d'intégrité :
- Responsable :

## Note
Le plan de cet article a été tiré du Grand répertoire du patrimoine bâti de Montréal et de l'Inventaire des lieux de mémoire de la Nouvelle-France.